# 周振邦
周振邦（？—？）為中國清朝官員，本籍廣東。周振邦於1874年（同治13年）接任台灣水師協，他亦在此職位擔任至1884年左右，1893年（光緒19年），他再從溫州總兵調至台灣澎湖地區擔任澎湖水師鎮總兵，而從澎湖水師協升格的澎湖水師鎮亦為扼守台灣海峽的重要軍事單位。
1895年5月甲午戰爭末期，日本廣島支隊派軍攻打澎湖。周振邦以「坐視不救，先行逃避」，被清朝下令派員押解福建，並被判「斬監候」。